# Fütyülő gém
A fütyülő gém (Syrigma sibilatrix) a madarak (Aves) osztályának gödényalakúak (Pelecaniformes) rendjébe, ezen belül a gémfélék (Ardeidae) családjába tartozó Syrigma madárnem egyetlen faja.

## Rendszerezése
A fajt Coenraad Jacob Temminck holland arisztokrata és zoológus írta le 1824-ben, az Ardea nembe Ardea sibilatrix néven.

## Alfajai
- déli fütyülő gém (Syrigma sibilatrix sibilatrix) – (Temminck, 1824) Bolívia, Paraguay, Uruguay, Argentína északi része és Brazília déli területei
- északi fütyülő gém (Syrigma sibilatrix fostersmithi) – (Friedmann, 1949) Kolumbia, Venezuela és Észak-Brazília

## Előfordulása
Argentína, Bolívia, Brazília, Kolumbia, Paraguay, Uruguay és Venezuela területén honos. Természetes élőhelyei a mérsékelt övi, szubtrópusi vagy trópusi nedves füves puszták, szavannák és mocsarak, valamint ültetvények. Vonuló faj.

## Megjelenése
Átlagos testhossza 64 centiméter, testtömege 520–545 gramm.
|  |  |

## Életmódja
Minden apró szárazföldi és mocsári állatot elfogyaszt, amit el tud fogni. Egyedül vagy párban él, de néha látható 100 fős csoportokban is.

## Szaporodása
Fészekalja 3–4 halványkék pettyes tojásból áll, melyet 28 napon keresztül költ.

## Természetvédelmi helyzete
Az elterjedési területe rendkívül nagy, egyedszáma pedig ismeretlen. A Természetvédelmi Világszövetség Vörös listáján nem fenyegetett fajként szerepel.